# Karel Čurda
Karel Čurda (Nová Hlína, 10 oktober 1911 — Praag, 29 april 1947) was een Tsjech die als Tsjecho-Slowaaks soldaat gedurende de Tweede Wereldoorlog actief was.
Hij werd in 1941 in het bezette Bohemen geparachuteerd als lid van de sabotagegroep "buiten afstand". Hij is vooral bekend als verrader van de uitvoerders van Operatie Anthropoid, de moordaanslag op nazikopstuk Reinhard Heydrich in Praag. Als beloning voor dit verraad kreeg hij 1 miljoen Reichsmark en een nieuwe Duitse naam, "Karl Jerhot". Hij trouwde later een Duitse vrouw. Hij werd in 1947 opgehangen wegens hoogverraad.

## Militaire loopbaan
- Soldaat: 1933
- Soldaat der 1e klasse: 1934
- Korporaal: 15 oktober 1935
- Korporaal der 1e klasse: 1 september 1936
- Sergeant: 1 januari 1940

## Onderscheiding
- Oorlogskruis 1939 - 1945[3]